# Hôpital des nounours
 (mai 2012).
Si vous disposez d'ouvrages ou d'articles de référence ou si vous connaissez des sites web de qualité traitant du thème abordé ici, merci de compléter l'article en donnant les références utiles à sa vérifiabilité et en les liant à la section « Notes et références ».
 (novembre 2015).
Pour les articles homonymes, voir HDN.
L'Hôpital des nounours (HDN) est une opération organisée en France par l'ANEMF et ses associations membres depuis 2004. Elle s'inspire du projet Teddy Bear Hospital.
Ce projet existe aujourd'hui dans 35 facultés de médecine françaises. Il est organisé par les associations étudiantes, en collaboration avec les étudiantes et étudiants d'autres filières de santé (pharmacie, maïeutique, dentaire, kinésithérapie, orthophonie, sciences infirmières...). Son objectif est de démystifier le monde hospitalier et de faire de la prévention avec un public de jeunes enfants (entre 4 et 7 ans majoritairement).

## Histoire
Le projet Teddy Bear Hospital est une initiative lancée en 2000 par des étudiantes et étudiants en médecine norvégiens. Grâce à l'Association des Etudiants en Médecine d'Allemagne (la BVMD), elle est partagée aux fédérations d'étudiants en médecine d'autres pays en 2002, à travers l'IFMSA. Depuis, ce projet a été lancé dans de nombreux pays du monde, dont la France depuis 2004.
En 2004, l'HDN est organisé dans 6 villes de France : Nancy, Dijon, Le Kremlin-Bicêtre, Nantes, Nice et Poitiers. L'opération fut un succès et l'édition 2005 eut lieu dans 25 villes. En 2024, le projet existait dans 35 villes.
L'opération existe dans plus d'une vingtaine de pays : en Angleterre, en Autriche, aux Pays-Bas, en Pologne, au Portugal, en Suède, en Roumanie, au Pérou, au Japon, au Brésil, au Soudan, en Australie, en Égypte... 
En Suisse, l'Hôpital des Nounours est organisé à Berne, Fribourg, Genève, Lausanne et Zürich sous la direction de la SWIMSA (Swiss Medical Student's Association) et à Delémont sous la direction de l'AJEM (Association Jurassienne des Etudiants de Médecine). 
Depuis 2007, le projet est soutenu officiellement par le Ministère de l'Éducation nationale et l'UNICEF, et depuis 2010 par le Ministère de la Santé.

## Principe
Le temps d'une demi-journée, les enfants sont accueillis à l'Hôpital des Nounours pour venir faire soigner leur doudou. Cela permet, de manière ludique, de les sensibiliser au monde du soin. Ils prennent le rôle d'accompagnateur de leur doudou malade, et traversent un parcours de soins reconstitué pour l'occasion : après la salle d'attente, doudou commencera par voir le nounoursologue, le médecin généraliste des doudous, puis consultera les différents soignants (qui varient en fonction des villes) : le bloc opératoire, le cabinet des dentistes, la pharmacie, l'orthophoniste, l'infirmerie, la plateforme de radiologie...
L'enfant pourra alors voir le déroulement de plusieurs soins : l'auscultation cardio-pulmonaire, la pose d'un plâtre, la radiographie, la prise de sang, la vaccination... Cette expérience permet aussi de leur glisser des messages de prévention primaire, notamment autour de l'hygiène bucco-dentaire, des dangers des médicaments, de l'importance d'une alimentation équilibrée...
Pour participer, il est possible de contacter l'ANEMF via leur site internet sur cette page : Hôpital des nounours – ANEMF.

## Objectifs
Les buts de l'Hôpital des nounours sont :
- Pour les enfants : les aider à se familiariser et à dédramatiser le milieu médical et hospitalier, à lutter contre l'effet "blouse blanche”.
- Pour les équipes éducatives : les soutenir dans leurs actions de prévention et d’éducation à la santé, compléter les programmes pédagogiques scolaires relatifs à la découverte du corps, à la sensibilisation à l’hygiène et à la santé.
- Pour les parents : favoriser le lien entre l’enfant et les diverses personnes qui prennent soin de sa santé, faciliter le dialogue avec leur enfant sur les questions de santé.
- Pour les étudiantes et étudiants : identifier les besoins des enfants confrontés à un contexte anxiogène, et se familiariser au travail d'information sur les soins, les examens, et la prévention.